# James Voss
James Shelton Voss (ur. 3 marca 1949 w Cordovie w stanie Alabama) – amerykański astronauta, pilot wojskowy, inżynier, pułkownik United States Army.

## Życiorys
Urodził się 3 marca 1949 w miejscowości Cordova w stanie Alabama. Po ukończeniu szkoły średniej w Opelice wstąpił na Uniwersytet Auburn, uzyskując w 1972 tytuł inżyniera lotniczego. Następnie rozpoczął zawodową służbę wojskową w stopniu podporucznika. Podwyższając kwalifikacje, w 1974 zdobył magisterium w dziedzinie aeronautyki na Uniwersytecie Colorado.
Odbył gruntowne szkolenie wojskowe (m.in. w US Army Ranger School), ukończył także kursy z zakresu pilotażu samolotów wojskowych. Na początku lat 80. był wykładowcą na Wydziale Mechaniki w Akademii Wojskowej Stanów Zjednoczonych w West Point. W 1983 ukończył Szkołę Pilotów Doświadczalnych Marynarki Wojennej Stanów Zjednoczonych, otrzymując Nagrodę dla Wybitnego Studenta (Outstanding Student Award). Następnie uzyskał dyplom w Kolegium Sztabu Sił Zbrojnych (Armed Forces Staff College), po czym otrzymał stanowisko koordynatora ds. badań i rozwoju US Army Aviation Engineering Flight Activity. Jako wysokiej klasy specjalista pracował przy wielu znaczących, doświadczalnych projektach lotniczych. W listopadzie 1984 otrzymał skierowanie do NASA. Do 1987 pracował w Centrum Lotów Kosmicznych im. Lyndona Johnsona, pełniąc funkcję inżyniera ds. kompleksowych badań pojazdów kosmicznych (Vehicle Integration Test Engineer). W Centrum Kosmicznym im. Kennedy’ego uczestniczył w testach wahadłowców realizujących misje STS-51-D, STS-51-F, STS-61-C i STS-51-L. W czerwcu 1987 został zakwalifikowany do grupy astronautów NASA. Następnie odbył niezbędne szkolenia, wymagane przed odbyciem pierwszego lotu orbitalnego. Jednocześnie jako przedstawiciel załóg wahadłowców pracował w sekcji bezpieczeństwa lotów kosmicznych, prowadził szkolenia dla astronautów oraz zajmował się kontrolą systemu komunikacji (CapCom) między centrum kontroli lotu a wahadłowcem. Ponadto był członkiem załogi rezerwowej dwóch misji na stację kosmiczną Mir.
Jako astronauta uczestniczył w misjach: STS-44 (1991), STS-53 (1992), STS-69 (1995), STS-101 (2000), STS-102 (2001) w ramach Ekspedycji 2 i STS-105 (2001). Na orbicie okołoziemskiej spędził 202 dni 5 godzin i 29 minut. 
W 2003 opuścił NASA i pracował jako prodziekan na Uniwersytecie Auburn. Później pracował w zarządzie Transformational Space Corporation – prywatnej firmy z sektora kosmicznego.

## Odznaczenia i nagrody
- Army Distinguished Service Medal (1999)
- Defense Superior Service Medal (1992)
- Defense Meritorious Service Medal (1993)
- Meritorious Service Medal (1982)
- Army Commendation Medal (1978)
- National Defense Service Medal
- Army Service Ribbon
- NASA Distinguished Service Medal (2001)
- NASA Outstanding Leadership Medal (1996)
- NASA Exceptional Service Medal (1994)
- NASA Space Flight Medal (1992, 1993, 1995, 2000, 2001)
- Honor Graduate and Leadership Award (US Army Ranger School) (1975)
- Nagroda im. Williama P. Clementsa dla wybitnego profesora za doskonałe osiągnięcia dydaktyczne (West Point) (1982)
- Nagroda dla Wybitnego Studenta (Szkoła Pilotów Doświadczalnych Marynarki Wojennej Stanów Zjednoczonych) (1983)
- Doktorat honorowy Uniwersytetu Colorado (2000)
- Medal „Za zasługi w podboju kosmosu” (2011, Rosja)[1]
- Universal Astronaut Insignia za lot orbitalny (nr 260) – Stowarzyszenie Uczestników Lotów Kosmicznych (Association of Space Explorers(inne języki))[2]

## Wykaz lotów
| Loty kosmiczne, w których uczestniczył James S. Voss                     | Loty kosmiczne, w których uczestniczył James S. Voss | Loty kosmiczne, w których uczestniczył James S. Voss | Loty kosmiczne, w których uczestniczył James S. Voss | Loty kosmiczne, w których uczestniczył James S. Voss | Loty kosmiczne, w których uczestniczył James S. Voss | Loty kosmiczne, w których uczestniczył James S. Voss |
| №                                                                        | Data startu                                          | Statek kosmiczny                                     | Data lądowania                                       | Statek kosmiczny                                     | Funkcja                                              | Czas trwania                                         |
| ------------------------------------------------------------------------ | ---------------------------------------------------- | ---------------------------------------------------- | ---------------------------------------------------- | ---------------------------------------------------- | ---------------------------------------------------- | ---------------------------------------------------- |
| 1                                                                        | 24 listopada 1991                                    | STS-44 Atlantis F-10                                 | 1 grudnia 1991                                       | STS-44 Atlantis F-10                                 | specjalista misji (MS-1)                             | 6 dni 22 godziny 50 minut i 43 sekundy               |
| 2                                                                        | 2 grudnia 1992                                       | STS-53 Discovery F-15                                | 9 grudnia 1992                                       | STS-53 Discovery F-15                                | specjalista misji (MS-2)                             | 7 dni 7 godzin 19 minut i 47 sekund                  |
| 3                                                                        | 7 września 1995                                      | STS-69 Endeavour F-9                                 | 18 września 1995                                     | STS-69 Endeavour F-9                                 | specjalista misji (MS-1)                             | 10 dni 20 godzin 28 minut i 55 sekund                |
| 4                                                                        | 19 maja 2000                                         | STS-101 Atlantis F-21                                | 29 maja 2000                                         | STS-101 Atlantis F-21                                | specjalista misji (MS-3)                             | 9 dni 20 godzin 9 minut i 8 sekund                   |
| 5                                                                        | 8 marca 2001                                         | STS-102 Discovery F-29                               | 22 sierpnia 2001                                     | STS-105 Discovery F-30                               | inżynier pokładowy wahadłowca i Ekspedycji 2 na ISS  | 167 dni 6 godzin 40 minut i 49 sekund                |
| Łączny czas spędzony w kosmosie — 202 dni 5 godzin 29 minut i 22 sekundy |                                                      |                                                      |                                                      |                                                      |                                                      |                                                      |